# Arcidiocesi di Leontopoli di Augustamnica
L'arcidiocesi di Leontopoli di Augustamnica (in latino Archidioecesis Leontopolitana in Augustamnica) è una sede titolare della Chiesa cattolica.

## Storia
Leontopoli, identificata con Tell el-Mogdam, 30 km a nord di Athribis nel delta del Nilo, è un'antica sede metropolitana della provincia romana dell'Augustamnica nel patriarcato di Alessandria. Questa località deve essere distinta da quella omonima identificata con Tell el-Jahndija circa 30 km dal Cairo e 20 km dall'antica Eliopoli.
Diversi sono gli arcivescovi noti di questa sede, attestata a partire dal IV secolo. Il primo arcivescovo noto è Amos, il cui nome appare in una lista di vescovi che avevano aderito allo scisma meleziano (circa 327). Segue l'arcivescovo Timoteo, documentato da un papiro datato verso la metà del IV secolo. Il nome di Ischirione di Leontopoli si trova tra i sottoscrittori della formula di fede dei sostenitori di Marcello di Ancira nel 375. I tre metropoliti successivi, Metrodoro, Gennaro e Teodoro, presero parte ai concili ecumenici dell'epoca, ossia Efeso nel 431, Calcedonia nel 451 e Costantinopoli nel 553.
Michel Le Quien assegna alla provincia ecclesiastica di Leontopoli le seguenti diocesi suffraganee: Atribi, Babilonia, Bubasti, Farbeto, Eliopoli, Senai Mandron e Achaia. A queste sedi, l'Index sedium titularium aggiunge le diocesi di Clisma, Felbes e Arabia.
Dopo la conquista araba dell'Egitto, il nome di Leontopoli cadde in disuso e la città prese il nome di Naithu o Natu. Distrutta nel 725/726, i vescovi trasferirono la loro sede nella vicina Sahragt, dove la Chiesa copta ha continuato ad avere propri vescovi fino al XX secolo.
Dal XIX secolo Leontopoli di Augustamnica è annoverata tra le sedi arcivescovili titolari della Chiesa cattolica; la sede è vacante dal 30 settembre 1970.

## Cronotassi

### Arcivescovi residenti
- Amos † (menzionato nel 327 circa)
- Timoteo † (metà del IV secolo)
- Ischirione † (menzionato nel 375)
- Metrodoro † (menzionato nel 431)
- Gennaro † (menzionato nel 451)
- Teodoro † (menzionato nel 553)

### Arcivescovi titolari
- Jean-Pierre-François Laforce-Langevin † (13 febbraio 1891 - 26 gennaio 1892 deceduto)
- Dominique-Clément-Marie Soulé † (21 marzo 1893 - 21 aprile 1919 deceduto)[3]
- Andrea Cassulo † (24 gennaio 1921 - 9 gennaio 1952 deceduto)
- Terence Bernard McGuire † (4 agosto 1953 - 4 luglio 1957 deceduto)
- Angelo Ficarra † (2 agosto 1957 - 1º giugno 1959 deceduto)
- Cornelius Bronsveld, M.Afr. † (21 dicembre 1959 - 30 novembre 1970 dimesso)